# 陳靖寰
陳靖寰（1986年2月3日—）為中華民國男子籃球運動員，場上位置為小前锋。陳靖寰出身金門縣，畢業於金沙國小、金沙國中、再興中學與輔仁大學，18歲時即進入超級籃球聯賽舞臺。陳靖寰效力過東森羚羊、米迪亞精靈、金門酒廠與台灣大，第6季SBL曾奪下年度進步獎，第8季SBL抱走年度第一隊殊榮，2013年4月與陳世念以及柳昇耀至全国男子篮球联赛江苏同曦測試，後與陳世念一同獲得合約，第13季SBL陳靖寰遭遇右膝十字韌帶撕裂傷勢而報銷，也缺席第14季SBL前24場比賽才回歸球隊。2019年3月陳靖寰達成職業生涯3000分里程碑，同年12月第17季SBL開打前夕，有被登錄在球員名單當中的陳靖寰因人生規劃退休。
2020年9月29日，陳靖寰加盟璞園建築，之後被分配在P. LEAGUE+桃園領航猿，場均挹注4.3分、1.6籃板、1.4助攻，桃園領航猿於2021年7月30日宣布與陳靖寰達成協議，雙方終止合約。
2021年9月3日，陳靖寰加盟T1聯盟臺中太陽並擔任隊長；球團曾向陳靖寰提出球員加教練約，但陳靖寰認為應專注於球員身份而婉拒。2022年3月陳靖寰繳出14.8分、3.2籃板、3助攻、1抄截的表現，在3月31日獲選T1聯盟2021-22賽季3月MVP。2023年1月24日，臺中太陽宣布陳靖寰離隊，陳靖寰效力臺中太陽兩個球季以來總計出賽41場，場均表現為8.4分、2.9籃板和2.3助攻。1月31日，陳靖寰加盟T1聯盟臺南台鋼獵鷹。11月1日，臺南台鋼獵鷹表示由於陳靖寰疑似涉入臺灣職籃假球案命其離開球隊。
陳靖寰由於在球場上的防守動作被球迷稱作「折手哥」。

## 外部連結
- 陳靖寰的Instagram帳戶
- 陳靖寰在P. LEAGUE+官網
- 陳靖寰在Eurobasket.com（球員）（英语）